# Różowa Pantera (film 2006)
Różowa Pantera (ang. The Pink Panther) – amerykańska komedia familijna z 2006 roku w reżyserii Shawna Levy’ego. Reboot filmów z serii opowiadającej o Różowej Panterze. W filmie tym inspektor Jacques Clouseau (Steve Martin) podejmuje się rozwiązania sprawy morderstwa trenera piłkarskiego oraz kradzieży słynnego diamentu, Różowej Pantery. W pozostałe role wcielili się m.in.: Kevin Kline, Jean Reno oraz Beyoncé Knowles.
Film otrzymał w większości negatywne recenzje od krytyków, zdobywając ogólnie 23% opinii pozytywnych według Rotten Tomatoes. Jednak mimo to, Różowa Pantera odniósł duży sukces komercyjny z dochodem w wysokości ponad 180 mln dolarów. Poza tym uplasował się na szczycie amerykańskiego box office’u, a także był najbardziej dochodowym obrazem z serii w Stanach Zjednoczonych.

## Fabuła
Film rozpoczyna się sceną, w której nadinspektor Charles Dreyfus (Kevin Kline) tłumaczy okoliczności tajemniczej kradzieży diamentu, zwanego Różową Panterą. Podczas opowieści ukazane są przebłyski; trener piłkarski Yves Gluant (Jason Statham) zjawia się na stadionie, pokazując swój charakterystyczny sygnet z diamentem, po czym całuje swoją dziewczynę, Xanię (Beyoncé Knowles). Drużyna Yva wygrywa, jednak po tym mężczyzna umiera od zatrutej strzały, która trafia w jego kark. Pierścień z Różową Panterą znika. Charles Dreyfus, starający się zdobyć Légion d'honneur, angażuje w sprawę niezdarnego detektywa Jacques’a Clouseau (Steve Martin), podczas gdy sam współpracuje z grupą śledczych, aby rozwiązać zagadkę w sekrecie i zyskać Légion d'honneur. Dreyfus wyznacza dodatkowo żandarma Pontona (Jean Reno), aby ten donosił mu o działaniach Clouseau.
Clouseau początkowo nie czyni niemal żadnych postępów. Bisou, słynny piłkarz, który nienawidził Gluanta i był głównym podejrzanym, zostaje nieoczekiwanie zamordowany. Dziewczyna, która była świadkiem zajścia słyszała, jak powiedział: „Oh, to ty” tuż przed śmiercią; tymczasem Clouseau każe Pontonowi odszukać wszystkich Francuzów, którzy nazywają się Ty (ty). Następnie rozmawia ze starą Chinką (wymienianą jako Yu), której nie potrafi zrozumieć. Clouseau udaje się do kasyna, by tam zadać kilka pytań właścicielowi, Raymondowi Larocque’owi (Roger Rees), który był jednocześnie partnerem biznesowym Gluanta. Na miejscu spotyka agenta 006 brytyjskiego wywiadu, Nigela Boswella (Clive Owen). Postać ta była parodią Jamesa Bonda. Boswellowi udaje się później powstrzymać gang rabusiów, i aby zataić swoją tożsamość podaje się za Clouseau. W wyniku tego Jacques, uznany za bohatera, zostaje nominowany do Légion d'honneur, co nie podoba się Dreyfusowi.
Wierząc, że Xania wie więcej, niż wyznała dotychczas, Clouseau podąża za nią w podróż do Nowego Jorku. Stara się jednocześnie operować amerykańskim akcentem, jednak bez skutków. Przed powrotem do Francji, gdy Clouseau czeka w kolejce na lotnisku, kobieta pracująca dla Dreyfusa podmienia jego bagaż. Nowa torba, która zawiera kilka rodzajów broni, powoduje reakcję wykrywacza metali. Clouseau odmawia opróżnienia kieszeni, w których znajdują się hamburgery, w odpowiedzi na co jest aresztowany. Nie potrafi wyjaśnić sytuacji, gdyż ma problem z wymówieniem słowa „hamburger”, jedynego wyrazu, którego nie mógł się nauczyć od swojego nauczyciela dialektu. Dreyfus znieważa Clouseau i pozbawia go rangi inspektora, chcąc tym samym samodzielnie wyjaśnić sprawę. Bazując na dowodach, że trucizna, która zabiła Gluanta zrobiona była z chińskich ziół, Dreyfus dedukuje, że zabójcą był chiński wysłannik Dr. Pang. Dreyfus planuje aresztować go podczas zbliżającego się balu prezydenckiego. Poza tym wydaje on polecenie, aby usunąć z listy gości Clouseau.
Po powrocie do domu Clouseau odnajduje w Internecie zdjęcia ze swojego aresztowania. Na fotografii dostrzega jednak coś szczególnego i natychmiast udaje się z Pontonem do Pałacu Elizejskiego, gdzie dostają się na bal prezydencki, w czym pomaga im sekretarka inspektora, Nicole. Dreyfus aresztuje Dr. Panga za podwójne morderstwo, podczas gdy Clouseau i Ponton zapobiegają śmierci Xanii przez powstrzymanie prawdziwego zabójcy. Okazał się nim Yuri, trener francuskiej drużyny piłkarskiej, znany Clouseau jako „trener, który trenuje”. Jacques wyjaśnia, że doskonale zrozumiał starą Chinkę, i że to ona powiedziała mu, iż wszyscy trenerzy muszą znać się na zielarstwie. Clouseau tłumaczy również, że Yuri chciał zabić Xanię, bo odeszła z Glauntem i Bizu, ignorując go. Wyjaśnia się także kwestia Różowej Pantery – diament jest częścią torebki Xanii. Kobieta dostała go od Gluanta jako pierścionek zaręczynowy. Clouseau dostrzegł diament na zdjęciu w Internecie; obraz ze skanera przedstawiał również zawartość torebki Xanii. Dreyfus próbuje przypisać sobie udział w sukcesie, mówiąc, że aresztował Chińczyka tylko po to, aby później złapać prawdziwego mordercę. Jednak ostatecznie to Clouseau otrzymuje Légion d'honneur.

## Obsada
| Steve Martin      | inspektor Jacques Clouseau |
| Jean Reno         | Gilbert Ponton             |
| Kevin Kline       | Charles Dreyfus            |
| Emily Mortimer    | Nicole Nuveau              |
| Beyoncé Knowles   | Xania                      |
| Henry Czerny      | Yuri                       |
| Kristen Chenoweth | Cherie                     |
| Roger Rees        | Raymond Laroque            |
| William Abadie    | Bizu                       |
| Scott Adkins      | Jacquard                   |
| Dexter Bell       | Terry Ahkee-Sauce          |
| Charlotte Maier   | nauczyciel dialektu        |
| Cameo             |                            |
| Aktor             | Rola                       |
| Jason Statham     | Yves Gluant                |
| Clive Owen        | Nigel Boswell/Agent 006    |
| Paul Korda        | Pierre Duquette            |

## Produkcja
Zdjęcia kręcono w następujących lokacjach: Nowy Jork, Vancouver, Praga, Cieplice (sceny na stadionie), Paryż, departament Dolina Oise (Banthelu, Charmont, Magny-en-Vexin).

## Sequel
Kontynuacja filmu, zatytułowana Różowa Pantera 2, miała premierę 6 lutego 2009 roku.